# 1. ŽNL Dubrovačko-neretvanska 2014./15.
Ovaj članak je podtema članka: 4. rang HNL-a 2014./15.

1. ŽNL Dubrovačko-neretvanska u sezoni 2014./15. predstavlja ligu četvrtog ranga hrvatskog nogometnog prvenstva.
Sudionici ovog natjecanja su nogometni klubovi na području najjužnije hrvatske županije, Dubrovačko-neretvanske. U ligi je sudjelovalo dvanaest klubova, a održava se u periodu jesenske i proljetne polusezone dvokružnim sistemom. Svi klubovi međusobno igraju jedni protiv drugih jednom kao gosti i jednom kao domaćini. Pobjednik ove lige kao i ostalih 4 dalmatinskih županijskih liga ide u doigravanje za 3. HNL – Jug.
Prvak ovog natjecanja bio je HNK Slaven Gruda. U kvalifikacijama za viši rang natjecanja 3. HNL – Jug bio je bolji predstavnik Splitsko-dalmatinske županije NK OSK Otok, prvak i finalist kupa Splitsko-dalmatinske županije za tu sezonu. 
U niži rang natjecanja je ispao NK Žrnovo.

## Sudionici
- Croatia, Gabrili, Konavle
- Dubrovnik 1919, Dubrovnik
- Grk, Potomje, Orebić
- Gusar, Komin, Ploče
- Hajduk 1932, Vela Luka
- Konavljanin, Čilipi, Konavle
- Maestral, Krvavac, Kula Norinska
- Metković, Metković
- Orebić, Orebić
- Slaven, Gruda, Konavle
- Žrnovo, Žrnovo, Korčula
- Župa dubrovačka, Čibača, Župa dubrovačka

## Ljestvica
| Mj. | Klub                   | U  | P  | N | I  | G+ | G- | GR  | Bodovi | Sljedeća sezona                           |
| --- | ---------------------- | -- | -- | - | -- | -- | -- | --- | ------ | ----------------------------------------- |
| 1.  | Slaven Gruda           | 22 | 17 | 1 | 4  | 47 | 18 | +29 | 52     | Kvalifikacije za 3. HNL – Jug             |
| 2.  | Maestral Krvavac       | 22 | 14 | 3 | 5  | 35 | 26 | +9  | 45     | 1. ŽNL Dubrovačko-neretvanska 2015./2016. |
| 3.  | Dubrovnik 1919         | 22 | 12 | 2 | 8  | 43 | 30 | +13 | 38     | 1. ŽNL Dubrovačko-neretvanska 2015./2016. |
| 4.  | Gusar Komin            | 22 | 10 | 5 | 7  | 32 | 23 | +9  | 35     | 1. ŽNL Dubrovačko-neretvanska 2015./2016. |
| 5.  | Grk Potomje            | 22 | 11 | 2 | 9  | 29 | 22 | +7  | 35     | 1. ŽNL Dubrovačko-neretvanska 2015./2016. |
| 6.  | Konavljanin Čilipi     | 22 | 9  | 6 | 7  | 32 | 24 | +8  | 33     | 1. ŽNL Dubrovačko-neretvanska 2015./2016. |
| 7.  | Metković               | 22 | 8  | 8 | 6  | 24 | 29 | -5  | 32     | 1. ŽNL Dubrovačko-neretvanska 2015./2016. |
| 8.  | Orebić                 | 22 | 9  | 2 | 11 | 32 | 31 | +1  | 29     | 1. ŽNL Dubrovačko-neretvanska 2015./2016. |
| 9.  | Croatia Gabrili        | 22 | 7  | 4 | 11 | 37 | 34 | +3  | 25     | 1. ŽNL Dubrovačko-neretvanska 2015./2016. |
| 10. | Hajduk 1932 Vela Luka  | 22 | 8  | 1 | 13 | 21 | 26 | -5  | 25     | 1. ŽNL Dubrovačko-neretvanska 2015./2016. |
| 11. | Župa dubrovačka Čibača | 22 | 6  | 4 | 12 | 27 | 43 | -16 | 22     | 1. ŽNL Dubrovačko-neretvanska 2015./2016. |
| 12. | Žrnovo                 | 22 | 1  | 2 | 19 | 18 | 71 | -53 | 5      | 2. ŽNL 2015./2016.                        |

 Izvori: 

 zns-dn.com, ljestvica 

 zns-dn.com, rezultati 

 rsssf.com

## Doigravanje za 3. HNL – Jug
U doigravanju sudjeluju četiri prvaka županijskih liga na prostoru Dalmacije. Igraju se dvije utakmice, a parovi se dobivaju izvlačenjem. Pobjednici doigravanje plasiraju se u viši rang natjecanja. 
Prvaci županijskih liga u sezoni 2014./2015.:
- 1. ŽNL Dubrovačko-neretvanska – Slaven Gruda
- 1. ŽNL Splitsko-dalmatinska – OSK Otok
- 1. ŽNL Šibensko-kninska – Vodice
- 1. ŽNL Zadarska – Primorac Biograd na Moru

Prve utakmice odigrane su 10. lipnja 2017. u 17:30; uzvrati odigrani 13. lipnja 2017. u 17:30
| Prva momčad              | Rez. | Druga momčad | 1. ut. | 2. ut. |
| ------------------------ | ---- | ------------ | ------ | ------ |
| OSK Otok                 | 6:1  | Slaven Gruda | 3:1    | 3:0    |
| Primorac Biograd na Moru | 6:1  | Vodice       | 3:1    | 3:1    |

Primorac Biograd na Moru i OSK Otok ostvarili plasman u 3. HNL – Jug za 2015./16.

## Vanjske poveznice
- Facebook stranica ŽNS Dubrovačko-neretvanski
- Službena web stranica ŽNS Dubrovačko-neretvanski